# 福岡大同青果
福岡大同青果（ふくおかだいどうせいか）は、福岡県福岡市東区に本社を置く青果卸売会社である。略称は福岡大同、もしくは福果。

## 概要
福岡大同青果は、福岡市中央卸売市場で唯一の青果卸売会社として、福岡都市圏での高いシェアを維持している。
年間の取り扱い数量は野菜・果実を中心に約30万トンで、全国でも屈指の流通量を誇り。県下だけでなく全国各地域との連携、環太平洋地区を中心とした輸入事業も手がけている。

## 沿革
- 1918年（大正7年）10月 - 福岡市内の青果物卸問屋が集約され「九州青物市場株式会社」が成立。
- 1926年（大正15年） - 春吉に「福岡青物市場株式会社」が創立。
- 1959年（昭和34年）2月 - 既設8市場の一括買い上げを市と市議会に陳情。
  - 同年3月 - 福岡市と既設8市場の買収に関し覚書を交換
  - 同年5月 - 発起人会を開催、木立喜三郎を発起人会代表に、山内健右を事務局代表に選任
- 1960年（昭和35年） - 福岡大同青果株式会社を設立。農林大臣より卸売人として認可を受け長浜市場で営業開始。
- 1961年（昭和36年） - 福果商事㈱を設立。
- 1965年（昭和40年）4月 - 糸島市場が開場し営業開始。
  - 同年7月 - 志免営業所が分離独立して粕屋青果（株）が発足。
- 1968年（昭和43年）2月 - 福岡大同冷蔵㈱、及び福岡大同貿易㈱を設立。
  - 同年8月 - 長浜、高宮、雑餉隈各市場閉鎖
  - 同年10月 - 五十川市場営業開始。
- 1973年（昭和48年） - 福果商事（株）の解散決定。
- 1974年（昭和49年） - 西部市場営業開始、姪浜市場は閉鎖。
- 1982年（昭和57年） - 東部市場業務開始、千代、香椎市場閉鎖。
- 1987年（昭和62年） - 糸島市場閉場。糸島市場と統合した、新西部市場業務開始。
- 1988年（昭和63年） - 福岡大同貿易（株）を（株）福果食品と社名変更。
- 1989年（平成元年） - 筑紫青果（株）と合併。
- 2007年（平成19年）1月 - 筑紫市場閉場。
  - 同年2月 - 卸5社での資本提携。
  - 同年12月 - ㈱福果食品解散。
- 2008年（平成20年） - 台北農産運鎖股份有限公司と輸出入取引契約調印式
- 2011年（平成23年）9月 - 福果物流㈱を設立。
- 2013年（平成25年）10月 - 香港向けCAコンテナ海上輸送開始
- 2014年（平成26年）- アイランドシティ新青果市場起工式
  - 同年9月 - シンガポール向けCAコンテナ海上輸送開始
- 2016年 - アイランドシティ新青果市場（愛称: 「ベジフルスタジアム」）営業開始。福岡市中央卸売市場青果市場、東部市場、西部市場の3場を統合移転[3]。

## 取扱高
- 数量　291,205t　　金額589億3千万円(平成22年度)

## ギャラリー

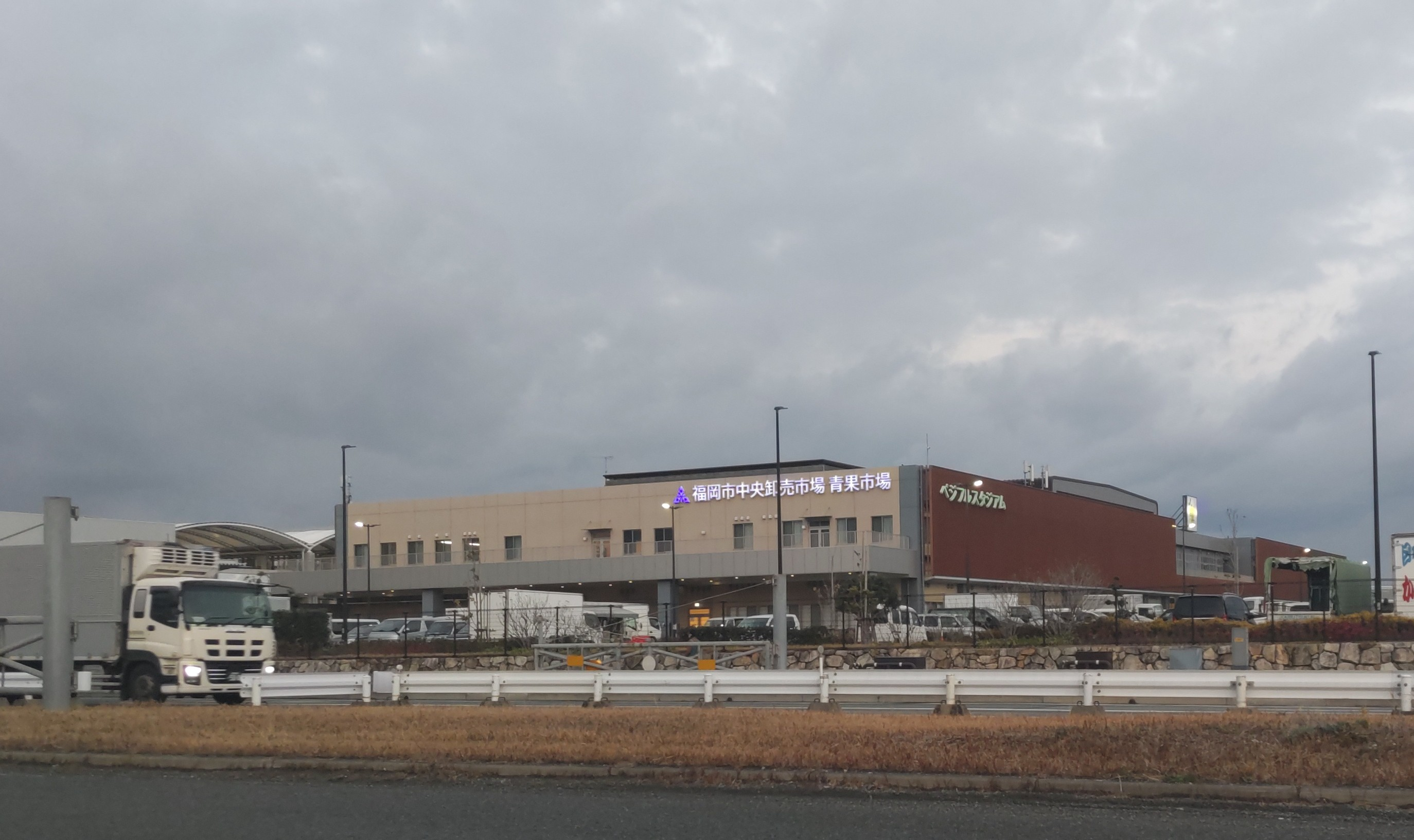
ベジフルスタジアム外観
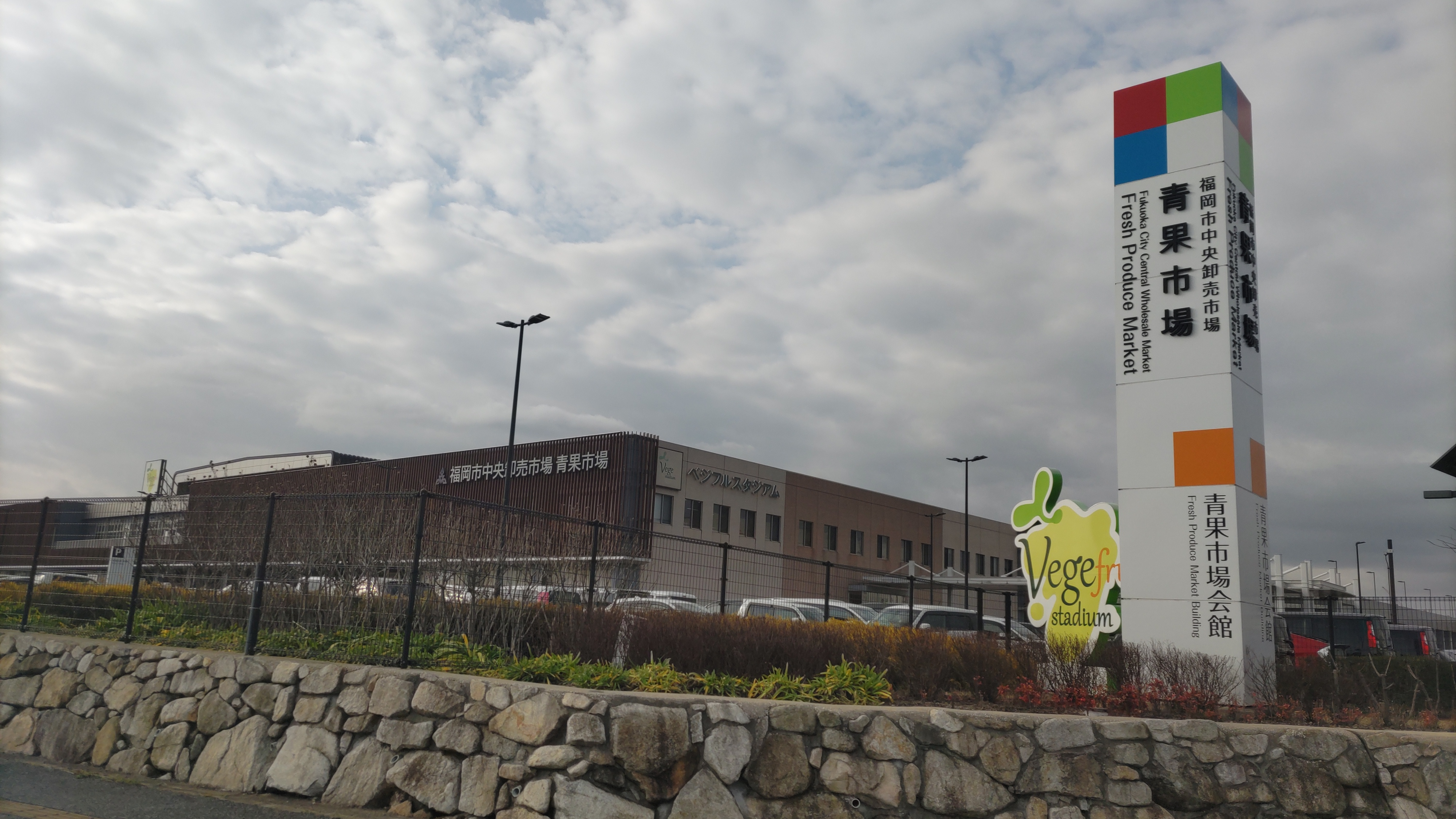
青果市場看板と建物
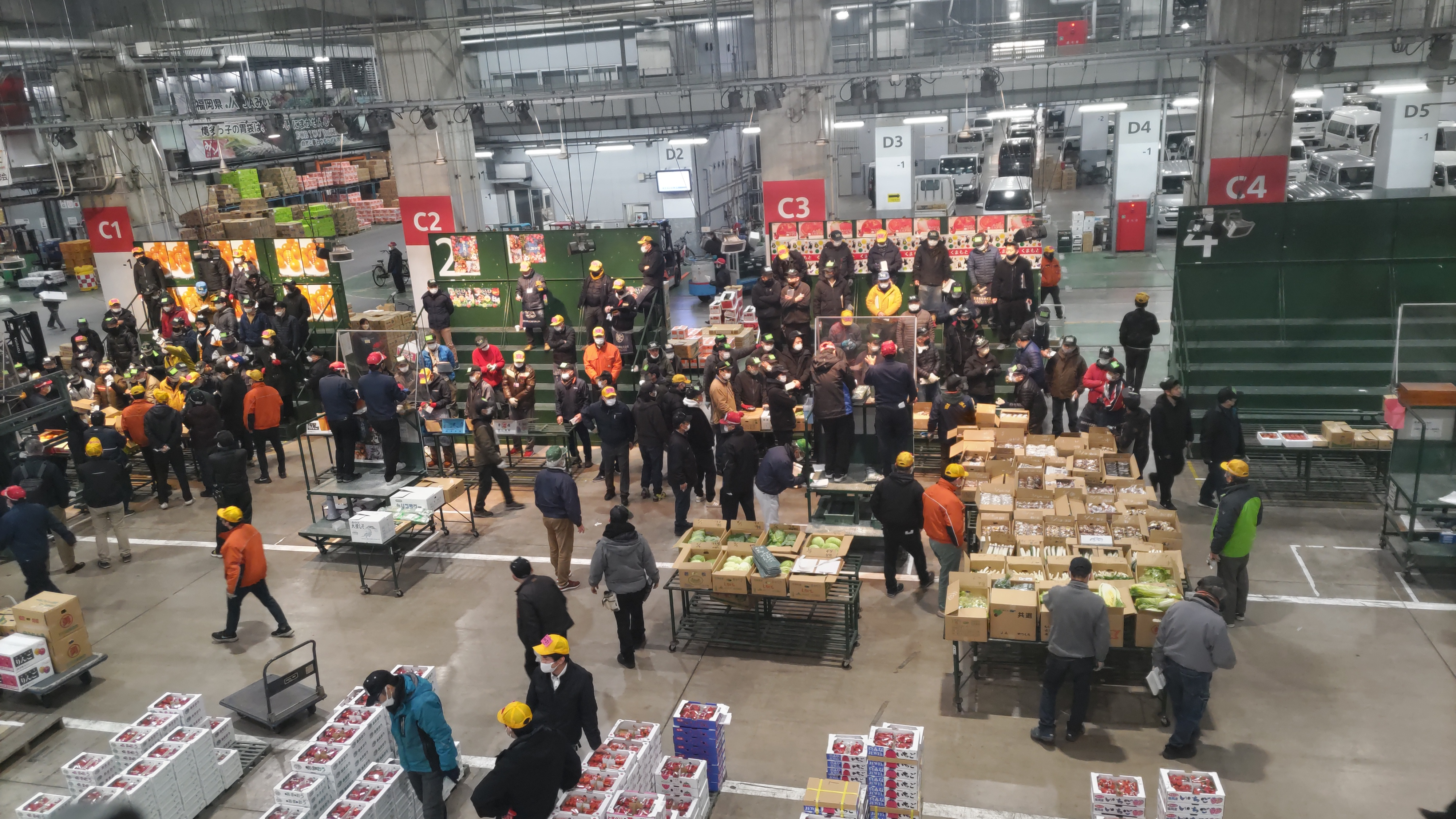
セリの様子

## 関連会社
- 福岡大同冷蔵株式会社
- 福果物流株式会社
- 九州市場ネットワーク株式会社
- 福岡青果物流センター協同組合

## 不祥事

### 課長代理による架空取引
同社の30歳代の男性の課長代理が、2010年1月から2018年2月にかけ、福岡県内の企業から野菜を仕入れたとする架空取引を100回以上に亘り繰り返し、同社が支払った代金を業者から回収することで2億5,000万円を着服し同社に損害を与えていたことが、2018年5月に判明。同社はこの課長代理を懲戒解雇し、刑事告訴も検討しており、福岡市は同社に対し業務改善命令を出す方針である。